# Potamogeton leptanthus
Potamogeton leptanthus là một loài thực vật có hoa trong họ Potamogetonaceae. Loài này được Y.D.Chen miêu tả khoa học đầu tiên năm 1987.